# Лемешово
Лемешо́во (рос. Лемешово) — присілок у складі Подольського міського округу Московської області, Росія.
Стара назва — Лемешево.

## Населення
Населення — 198 осіб (2010; 179 у 2002).
Національний склад (станом на 2002 рік):
- росіяни — 95 %